# Rotkäppchen Sektkellerei

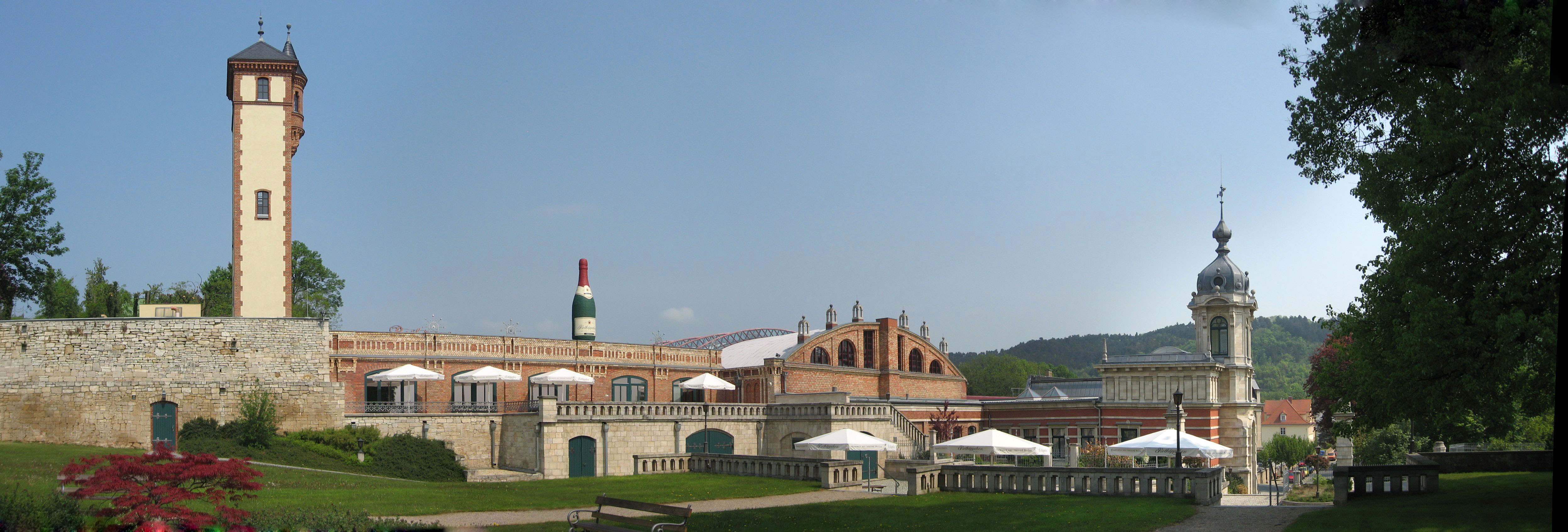
Zicht op de Rotkäppchen Sektkellereien.

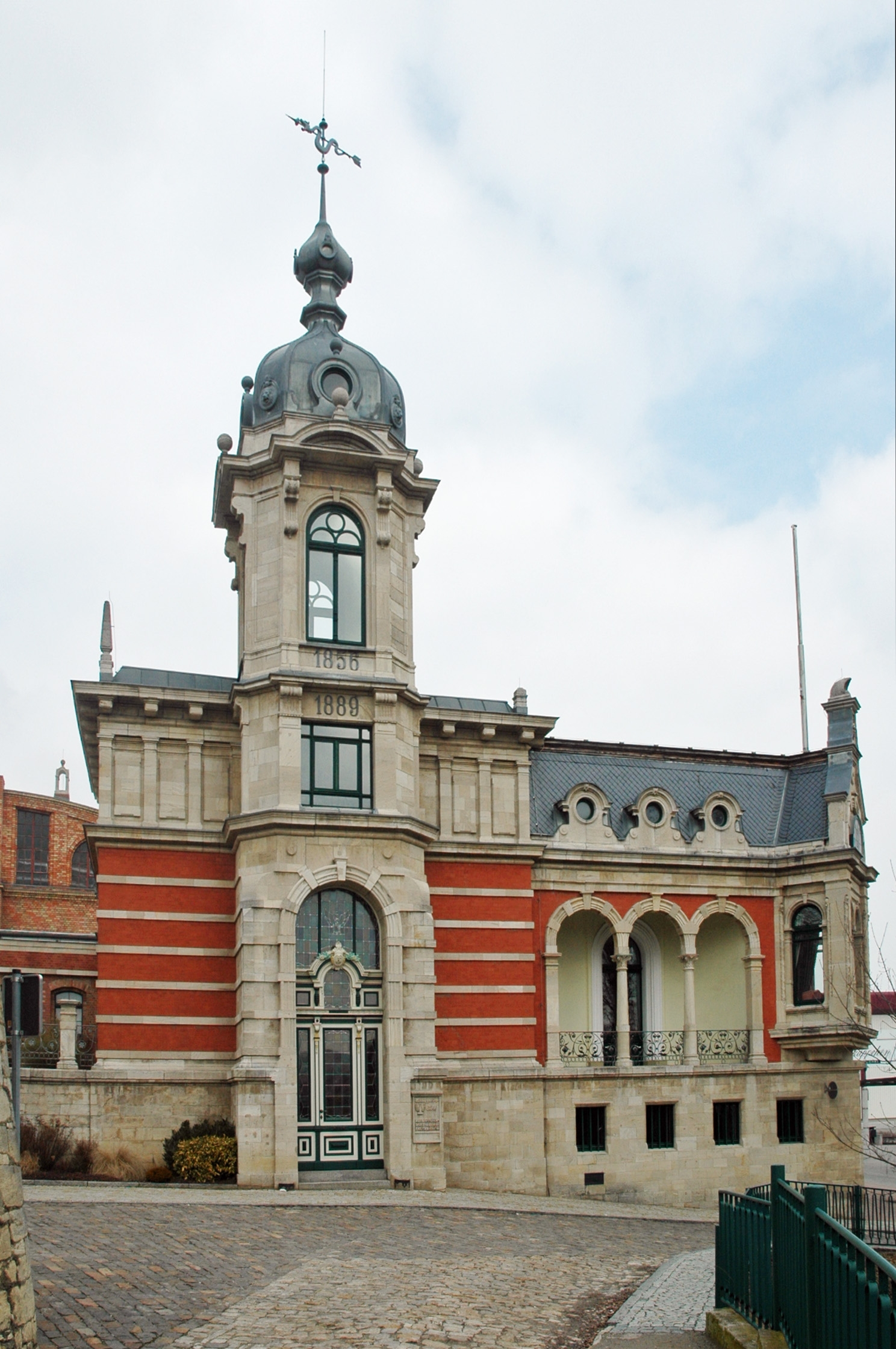
Het historische hoofdgebouw.

De Rotkäppchen Sektkellerei (Nederlands: Roodkapje Sekt-kelders of Roodkapje Sekt-bedrijf) in Freyburg aan het riviertje de Unstrut, is producent van de traditionele mousserende wijn "Rotkäppchen".
In West-Duitsland was de wijnmakerij bekend om zijn eerste grote overname van een West-Duitse onderneming door een Oost-Duitse. In 2002 nam de Canadese Seagram -groep - waar Rotkäppchen deel van uitmaakte - de sekt-merken Mumm, Jules Mumm en MM Extra over en bracht de nog juridisch onafhankelijke ondernemingen Godefroy H. Mumm & Co Sektkellereien in Hochheim, Matheus Müller Sektkellereien en Chantre & Cie in Eltville en de Rotkäppchen Sektkellereien in Freyburg onder in de nieuwe onderneming Rotkäppchen-Mumm Sektkellereien (RMSK). Hierom is dit bedrijf vaak aangehaald als voorbeeld van een succesvol Oost-Duits bedrijf.

## Geschiedenis

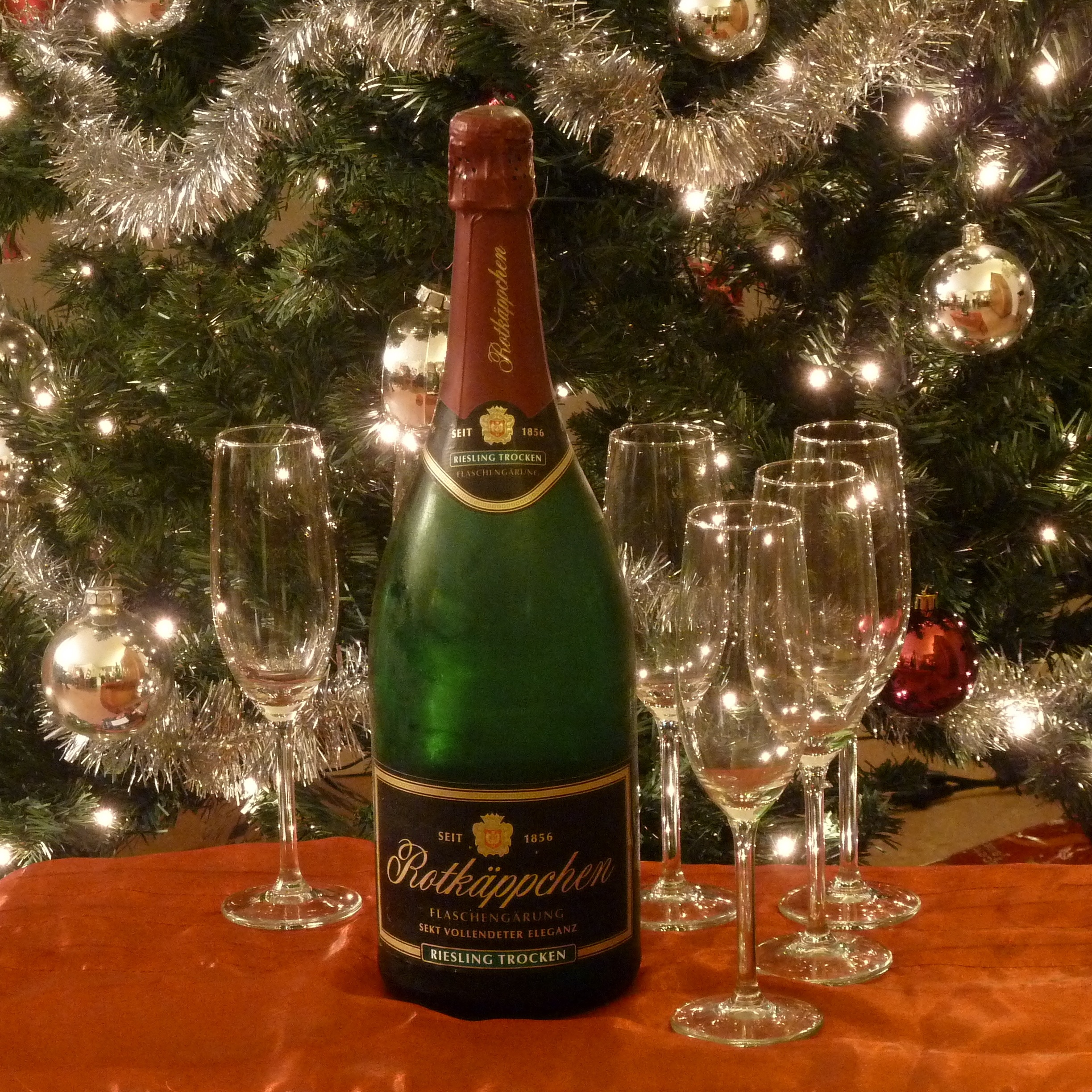
Een fles Riesling Sekt Trocken met dubbele inhoud.

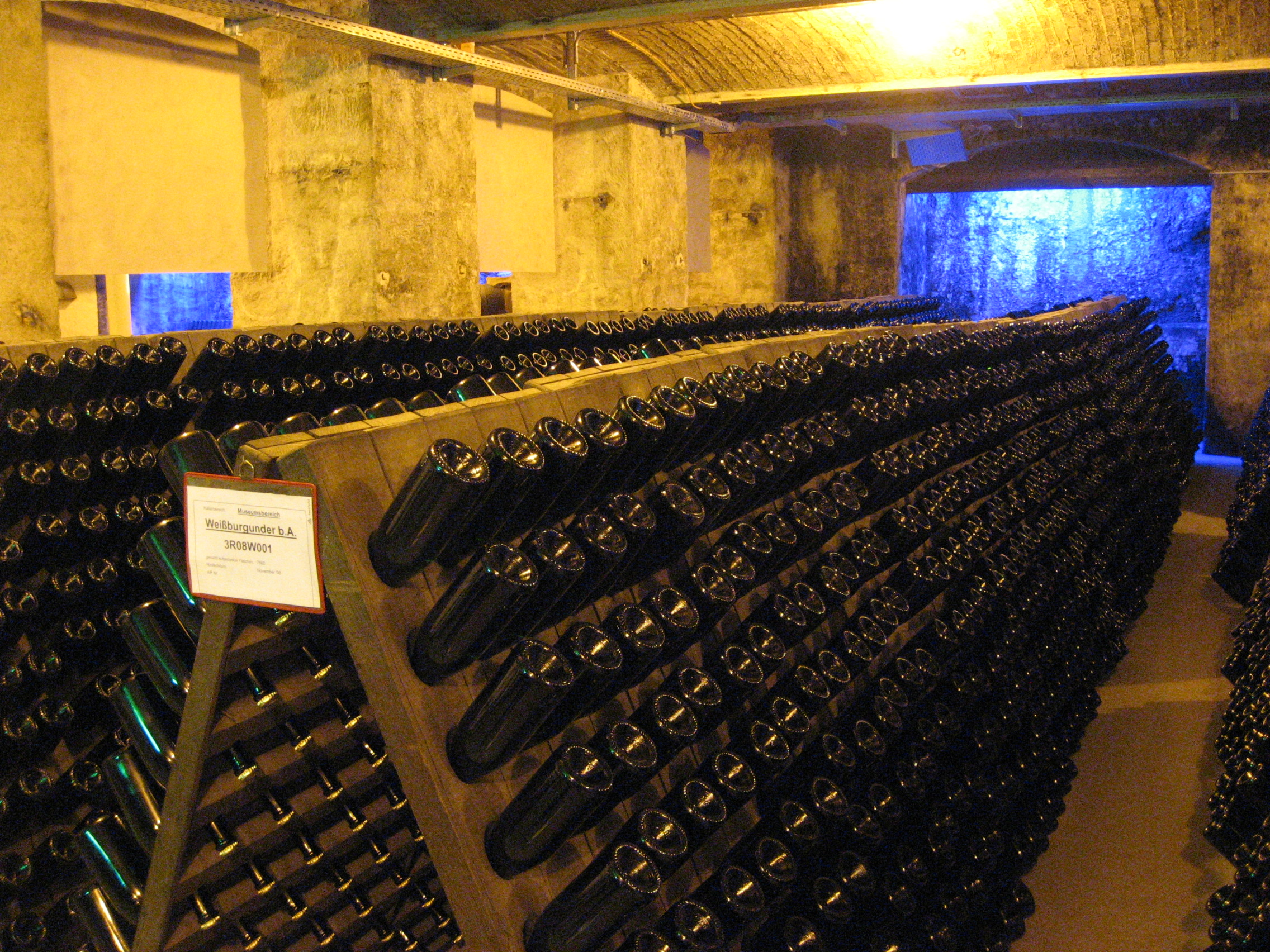
De Rüttelpulte. (Frans: pupitres). Hier worden de flessen sekt voor de zogenaamde “ klassischer Flaschengärung” gedraaid.

De broers Moritz en Julius Kloss richtte samen met hun vriend Carl Foerster op 26 september 1856 de wijnhandel "Kloss und Foerster" op. In augustus van dat jaar hadden ze al meegewerkt aan de oprichting van de eerste "Freyburger Champagner-Fabrik-Gesellschaft". De ervaren keldermeester/wijnmaker Lewalder ging aan het werk en maakte daar de eerste mousserende wijn voor Kloss & Foerster. De eerste 6000 flessen werden afgevuld in het achterhuis van de familie Kloss. Juist als op 17 Juni 1858 Julius Kloss zijn verloofde Emma Gabler trouwt, wordt de eerste fles sekt van het bedrijf Kloss & Foerster geopend. In het jaar 1861 stelden zij voor het eerst hun mousserende wijn op de industriële Thüringer tentoonstelling in Weimar aan het publiek voor onder de namen "Monopol", "Cremant Rosé", "Lemartin Frères" en "Sillery Grand Mousseux".

## Het ontstaan van de naam Rotkäppchen
De Freyburger Champagne-Fabrik - die weinig succesvoller was dan die van Kloss & Foerster - startte tussen 1859 en 1862 hun bedrijf op. In september 1866 - na verschillende vruchteloze onderhandelingen tot samenwerking van de ondernemingen - kwam het toch nog tot een gezamenlijke fabriek met faciliteiten en materialen. Nu deze in het bezit van Kloss & Foerster was, kon men het achterhuis van de familie Kloss verlaten en hun bedrijf vergroten. Al in 1867 konden de Freyburger wijnboeren de benodigde hoeveelheid wijn die zij nodig hadden niet meer leveren, en daarom begonnen ze grote hoeveelheden most en wijn uit Württemberg en Baden te kopen.
Onmiddellijk na de inwerkingtreding van de Wet op de bescherming van merknamen (Het Duitse "Gesetz zum Schutz der Waarenbezeichnungen") in 1894, spande het champagnehuis Walbaum-Heidsieck een proces aan om hun eigen succesvolle merk "Monopole" - dat sinds 1846 bestond - te beschermen. Kloss en Foerster verloren de rechtszaak. Alleen de sekt van Heidsieck & Co uit Reims mocht de naam "monopole" dragen. Vanaf 1 Oktober 1894 mocht de merknaam "monopole" daarom niet meer worden gebruikt. 
De rode capsule - die al op de Freyburger sekt “monopole” werd gebruikt - werd de naamgever van het nieuwe merk. Het warenmerk „Rotkäppchen“ - het rode kapje - werd op 20 Februari 1895 door Kloss & Foerster aangemeld en op 15 juli 1895 definitief geregistreerd.
Overigens is de naam "Champagne" beschermd sinds het verdrag van Madrid in 1891.

## VEB Rotkäppchen Sektkellerei
Na de Tweede Wereldoorlog werd de sektkellerei van Kloss & Foerster op bevel (Befehl nr. 76) van het Sovjet-militaire bestuur vanaf 18 december 1945 onder toezicht gesteld. Op 20 Februari 1946 werd er een trustee aangesteld. Met de registratie van de onteigening in het handelsregister van de districtsrechtbank te Querfurt op 31e Juli 1948, is het bedrijf overgedragen aan het zogenaamde “gemeenschappelijk eigendom” en heet vanaf dat moment "VEB Rotkäppchen Sektkellerei Freyburg / Unstrut".
In 1957 gaat het bedrijf over op de productiemethode van het Transvasierverfahren, die samen met de "sektkellerei Kupferberg" in Mainz werd ontwikkeld. 

## Na de hereniging
In de DDR was het bedrijf marktleider. Na de Duitse hereniging brak de afzetmarkt af. Op 30 Juni 1990 werd de VEB Rotkäppchen-Sektkellerei in een GmbH omgezet en in 1993 via een managementbuy-out geprivatiseerd. Op 7 November 1990 sloot het "Holding-Gesellschaft Mitteldeutsche Getränke GmbH" samen met Michael Kloss een contract om de merknaam "Rotkäppchen" te kopen. Op 8 Oktober 1991 werd het merk overgedragen aan de Rotkäppchen Sektkellerei GmbH. In de daarop volgende jaren was de situatie van het bedrijf gestabiliseerd waarna een sterke groei begon die in 2002 culmineerde in de oprichting van de "Rotkäppchen-Mumm Sektkellereien".

## Architectuur
De gebouwen aan de Sektkellereistraße 5 te Freyburg, zijn in hun volledigheid en architectonische kwaliteit een indrukwekkend industrieel monument. Ze werden gebouwd vanaf 1856 door de Freyburger Champagne-Fabrik en vanaf 1866 door Sektkellerei Kloss & Foersteren geleidelijk uitgebreid.
De belangrijkste constructiefase is de periode tussen 1880 en 1900. De bouw van het kantoorgebouw volgde in 1889. In 1893 werd de binnenplaats overdekt met een glazen dak. Dit resulteerde in een complex stedelijke landschap van de productiehal, kantoren, magazijn en bijgebouwen in de vorm van neorenaissance of neobarok.
In 1896 werd uit 25 eikenbomen het grootste wijnvat van Duitsland met een capaciteit van 120.000 liter gebouwd. Het staat in de zogenaamde "Domkeller" en is versierd met kostbaar houtsnijwerk.

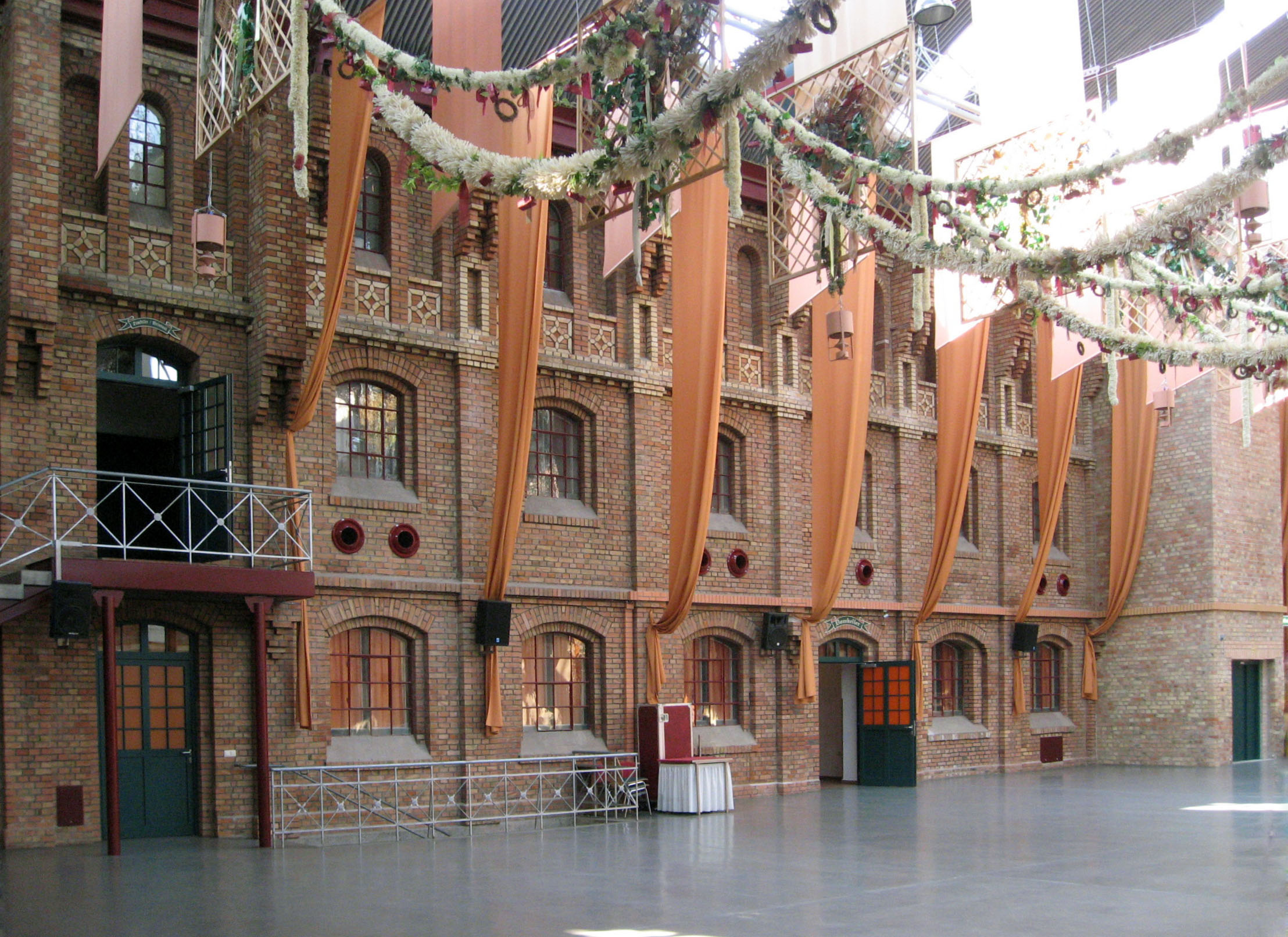
De met glas overdekte binnenplaats.
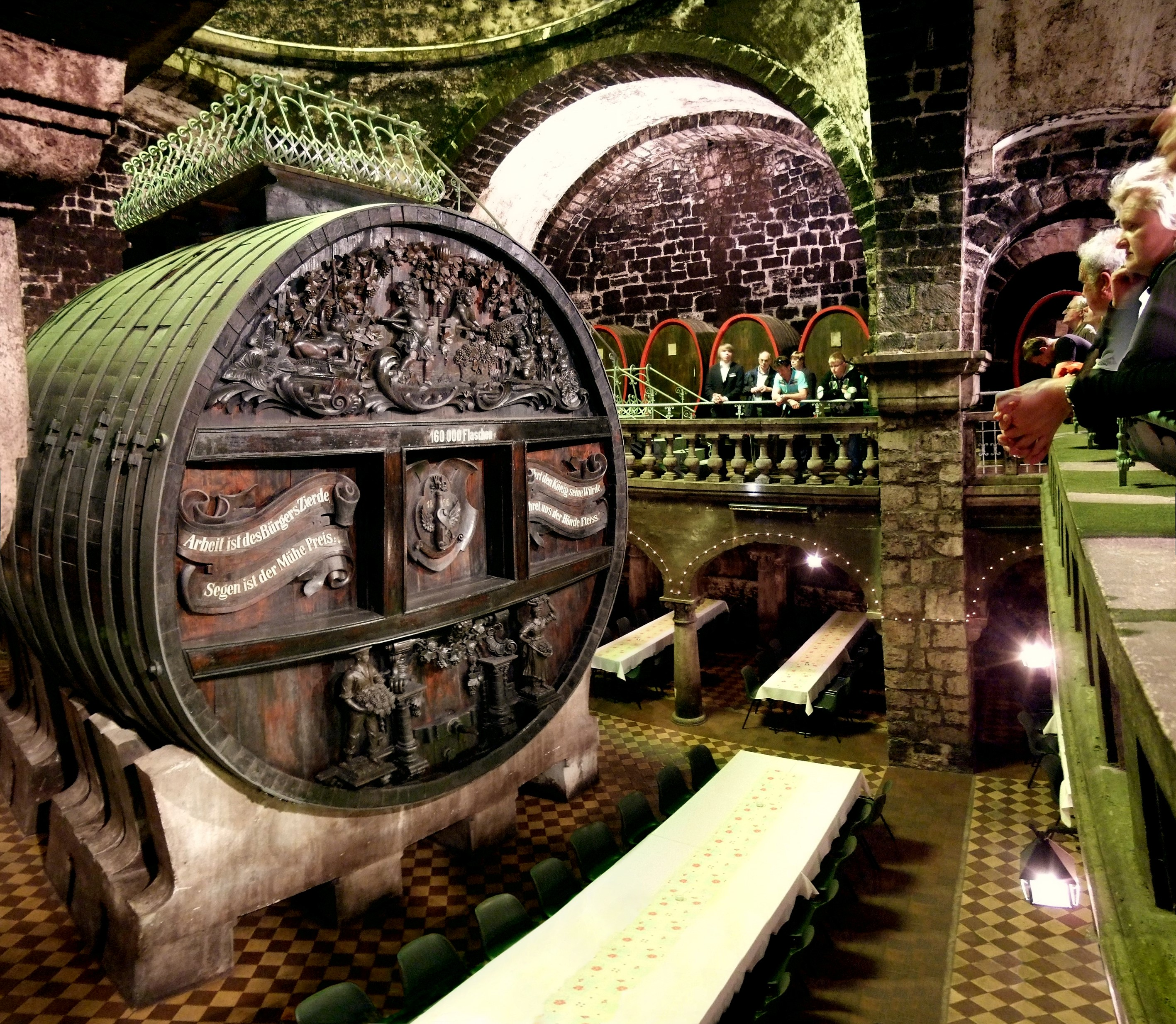
Het 120.000 liter wijnvat.

## Rotkäppchen Sekt
De wijn is vooral populair in het oostelijk deel van Duitsland, omdat deze het meest bekende sekt-merk in de DDR was. Beetje bij beetje veroverde Rotkäppchen ook marktaandeel in het westen van Duitsland. In 2010 werden 112,7 miljoen flessen van het merk Rotkäppchen verkocht. Met een marktaandeel van 33,5% is Rotkäppchen marktleider op het gebied van de Duitse mousserende wijn.
Rotkäppchen sekt is verkrijgbaar in meerdere variaties in het zogenaamde "traditionele assortiment", geproduceerd volgens de méthode Charmat. De smaken variëren van zeer droog tot zoet. De meeste zijn wit, maar er is ook een rosé- en rode sekt. Daarnaast dus ook het assortiment volgens het transvasierverfahren, en natuurlijk de klassieke flaschengärung die alleen in een exclusieve limited edition als een "Sekt b.A." (Sekt bestimmte Anbaugebiete. Is een herkomtbenaming) uit de Saale-Unstrut regio wordt aangeboden. Voorts wordt er een "diabetes"-sekt en een op mousserende wijn gebaseerde drank "Mocca Pearl" gemaakt.

### Stille wijn
Naast het sekt-assortiment wordt er nog stille wijn (zonder koolzuur) geproduceerd uit de druivenrassen Spätburgunder, Dornfelder, Riesling en Müller-Thurgau.